# Ilario Garlini
Ilario Garlini (Bergamo, 25 maggio 1913 – Bergamo, 8 dicembre 2004) è stato un partigiano, militare e imprenditore italiano.

## Biografia
Militò fra i partigiani occupandosi del rifornimento delle armi per le formazioni e portò a termine incarichi di particolare rilievo nei giorni dell'insurrezione.
Il 27 aprile del 1945, si riunirono a Celadina una colonna tedesca di SS con 31 camion e le colonne fasciste del gerarca fascista Roberto Farinacci e Monterosa, con l'intento di attraversare Bergamo in fuga verso Como e riparare in Svizzera. Il rischio di un possibile scontro con i partigiani che stavano scendendo dalle valli era altissimo e ciò avrebbe comportato anche gravi conseguenze per la città di Bergamo.
Per questi motivi il Comitato di Liberazione Nazionale, di cui Garlini faceva parte, si riunì in prefettura con il Prefetto Ezio Zambianchi e il vescovo mons. Adriano Bernareggi, e decise di avviare delle trattative con i tedeschi.
Garlini, il più giovane tra i presenti, accettò l'incarico armato unicamente di un fucile da fanteria carcano modello 91, consegnatogli dal segretario del vescovo Don Federico Berta, in cima al quale venne legato un tovagliolo bianco, simbolo della bandiera bianca. Partì con un motocarro trovato in prefettura e si recò nella zona di Celadina. Fermato il motocarro ai piedi del viale del Cimitero, si incamminò verso le colonne nemiche schierate sulla strada di Seriate. Lì trattò la resa. I tedeschi e i fascisti della colonna Monterosa si arresero, consegnarono le armi e si dispersero.
La colonna Farinacci, di contro, si rifiutò. Quest'ultima, ancora armata, fu accompagnata da altri partigiani verso Ponte San Pietro per dirigersi  verso il confine. Lo scontro e lo spargimento di sangue venne così evitato.
In seguito a questo gesto di estremo coraggio, Ilario Garlini riceve nel 2000 l'attestato di civica benemerenza del comune di Bergamo e venne nominato Commendatore.

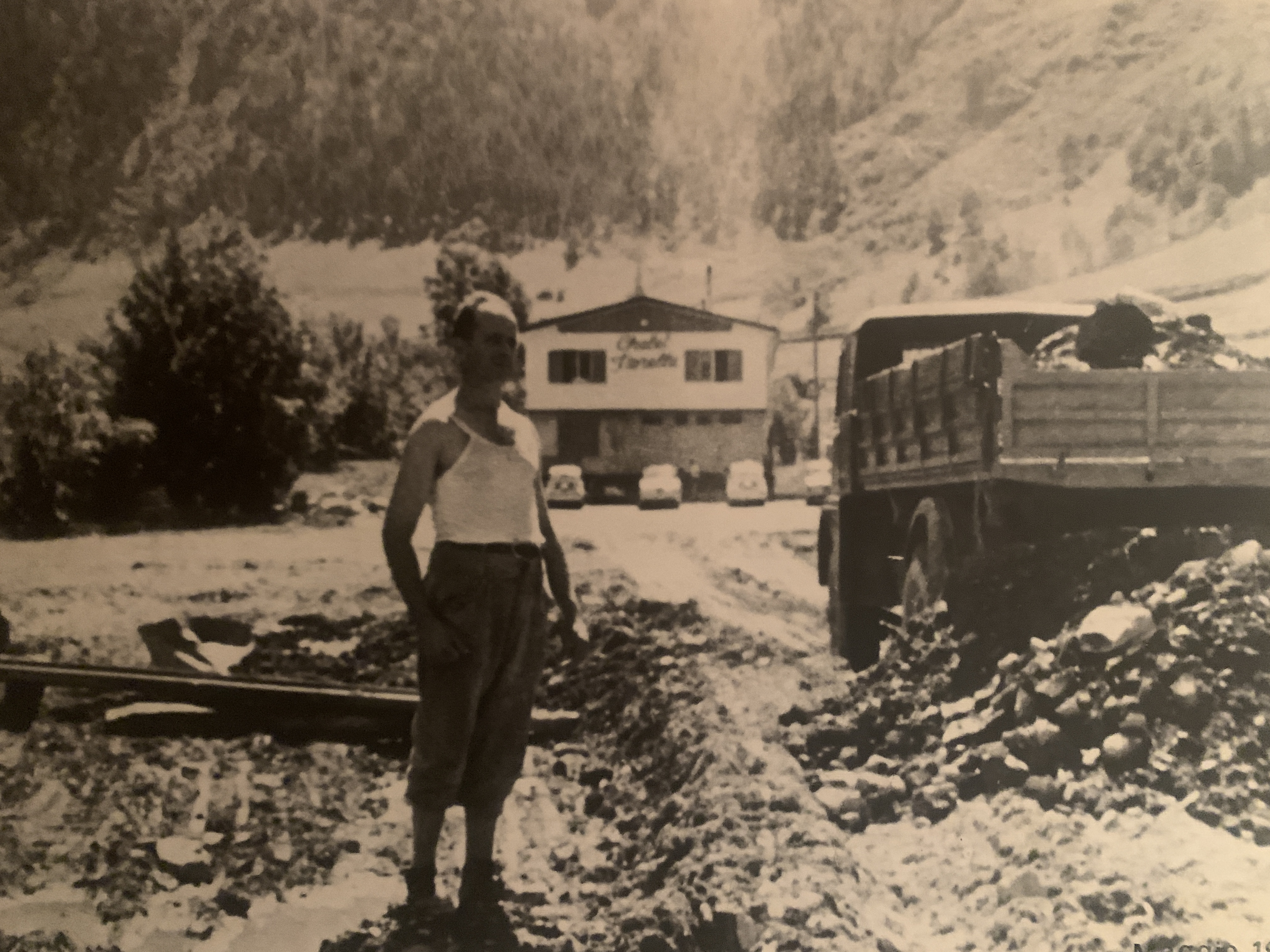
Ilario Garlini durante i lavori a Lizzola

### La nascita degli impianti di Lizzola
Un giorno Ilario Garlini, accompagnato dai figli Lino e Emilio in sella ai loro sci e un'amica di famiglia Franca Foresti, scendendo dal Pizzo dei Tre Confini, arrivò in località Selle con vista Lizzola e capì immediatamente che la geografia del territorio era idonea alla realizzazione di impianti di risalita, sia per la posizione incantevole che per il clima atto a conservare a lungo la neve d'inverno.
Per questi motivi, nel 1959 Garlini, spinto anche dal suo forte amore per la montagna, acquistò il terreno dinanzi all'Hotel Gioan e impiantò lo ski-lift acquistato nel 1945, dove oggi sorge la scuola sci del paese.
Sempre nel 1959, in società con Renzo Foresti, realizzò sulla sinistra del cimitero anche lo ski-lift "Ancora". L'impianto, acquistato a Merano, gli costò 34 milioni. Il primo biglietto, dal prezzo di lire 300, fu venduto il 1 gennaio del 1960.
Nel 1969 nacque la bidonvia. Il piazzale antistante fu intitolato al fratello di Ilario, Emilio Garlini, deceduto il 7 novembre del 1943 sul pizzo Scais durante un'azione di soccorso.